# Мирко Бајић
Мирко Бајић (13. јун 1950) је српско-буњевачки политичар. У различитим периодима је служио у Скупштини Савезне Републике Југославије, у Скупштини Војводине и као заменик градоначелника Суботице. Сада је члан градске скупштине Суботице. Бајић је био лидер Савеза бачких Буњеваца (СББ) од оснивања странке 2007. године и дуги низ година је био члан Буњевачког националног савета.

## Рани живот и приватна каријера
Бајић је рођен у селу Ђурђин у општини Суботица, Аутономна Покрајина Војводина, у тадашњој Социјалистичкој Републици Србији у саставу Федеративне Народне Републике Југославије. Одрастао је у заједници и дипломирао је на Природно-математичком факултету Универзитета у Новом Саду. Касније је постао наставник физике, а од 1983. до 1987. године био је директор средње медицинске школе у Суботици.

## Политичар

### Ране године (1987–2003)
Бајић је ушао у политички живот осамдесетих година 20. века, током последњих година Социјалистичке Федеративне Републике Југославије. Од 1987. до 1992. године био је члан Извршног већа Суботице и секретар за општу управу.
За парламентарне изборе 1992, Демократска странка (ДС) је формирала савез са Реформском демократском странком Војводине (РДСВ). Бајић се појавио на тринаестом месту на заједничкој изборној листи странака за општину Зрењанин. Листа није освојила ниједан мандат.
Бајић је изабран у Скупштину општине Суботица на локалним изборима 1996. као лидер Суботичког грађанског савеза, који је освојио седам места. Ниједна странка или савез није освојио већину у скупштини општине, а нова локална администрација је првобитно формирана са члановима Савеза војвођанских Мађара ( СВМ), Социјалистичке партије Србије (СПС) и Бајићеве групе. Бајић је изабран за првог заменика председавајућег скупштине када је скупштина сазвана почетком 1997; у то време, ова позиција је била еквивалентна заменику градоначелника. Лидер СВМ-а Јожеф Каса, са којим је Бајић често имао напете односе, изабран је за градоначелника. Суботички грађански савез је касније учествовао на парламентарним изборима 1997. у општини Суботица; Бајић је био носилац листе, иако није био кандидат. Листа, ни у ком случају, није освојила ниједан мандат.
Бајић се појавио као истакнути противник администрације Слободана Милошевића крајем 1990-их. Постао је председник Заједнице слободних градова и општина Србије 1999. године; у том својству, учествовао је у међународним дискусијама о укидању режима санкција против Србије, за који је тврдио да несразмерно штети цивилном становништву. Такође је представљао Суботички грађански савез у преговорима између опозиционих партија у Србији за учешће на предстојећим изборима.
До времена избора за председника 2000, Бајић је био члан Демократске странке, која се такмичила на изборима као део Демократске опозиције Србије (ДОС), широке и идеолошки разноврсне коалиције странака које су се противиле администрацији Слободана Милошевића. Бајић се појавио на водећој позицији на листи алијансе у Суботици за Веће грађана југословенског парламента и добио је аутоматски мандат када је листа освојила два од три места. Милошевић је поражен на овим изборима за председника Југославије, што је изазвало значајне промене у српској и југословенској политици. ДОС је освојио већину савезних места у Србији и постао доминантна снага у новој коалиционој влади Југославије; Бајић је у почетку служио као присталица владе. Такође је поново изабран у Скупштину општине Суботица на истовременим локалним изборима 2000.
Бајић је потом постао изузетно гласан противник Јожефа Касе, кога је оптуживао за корупцију великих размера. Каса је постао потпредседник Владе Републике Србије у администрацији ДОС-а у јануару 2001. године, а Бајићев став је изазвао трење са другим члановима његове странке. ДС му је на крају крајем 2002. године одузео чланство и искључио га из скупштине Суботице (што су имали право да ураде према тада важећим изборним законима Србије). У јануару 2003. године, Бајић је рекао да су му бивше колеге „забиле нож у леђа“ због оптужби против Касе. Касније је постао члан Народне демократске странке (НДС).
Савезна Република Југославија је реконституисана као Државна заједница Србија и Црна Гора 2003. године, а Веће грађана је престало да постоји. Бајићев мандат као савезног парламентарца завршен је 3. марта 2003. године. Последњег дана на функцији, поднео је неколико кривичних пријава против садашњих и бивших челника Суботице. Након тога је поново изабран у скупштину општине Суботица на допунским изборима у јуну 2003. године, победивши у изборној јединици Мали Бајмок.

### Од 2004.
Бајић је изабран у покрајинску скупштину Војводине на покрајинским изборима 2004, победивши у другој дивизији Суботице као кандидат грађанске групе „Суботица, наш град“. За истовремене локалне изборе 2004. године, Србија је увела директан избор градоначелника и пропорционалну заступљеност на изборима за локалне скупштине. Бајић се кандидовао за градоначелника Суботице, завршивши на трећем месту, и појавио се на листи „Суботица, наш дом“ за локалну скупштину, добивши мандат након што је листа освојила пет места.
Убрзо након избора 2004. године, НДС се спојио са Демократском странком Србије (ДСС). Бајић није учествовао у спајању, већ је основао Народну демократску странку Војводине (НДСВ) као буњевачку странку, са собом као лидером. НДСВ је учествовао на парламентарним изборима 2007. на листи Демократске странке и, помало иронично, Бајић се појавио на листи ДС као представник НДСВ. Навео је да је главна сврха НДСВ-а да обезбеди да Буњевци имају једнака права као и друге националне мањинске заједнице. Листа ДС је освојила шездесет четири мандата, а Бајић, који се појавио на двадесет седмом месту, није изабран да служи у народној скупштини. (Од 2000. до 2011. године, сви посланички мандати су додељивани странкама или коалицијама спонзорима, а не појединачним кандидатима, и била је уобичајена пракса да се мандати расподељују ван нумеричког редоследа. Листа је углавном била абецедна у сваком случају.) СББ је створен након избора 2007. године, било као реконституисана верзија НДСВ-а или као странка наследница, а Бајић је поново изабран за лидера странке.
СББ је самостално учествовао парламентарним изборима 2008, а Бајић је предводио листу са седам кандидата. Листа није освојила ниједан мандат. Бајић је такође поражен у својој кандидатури за реизбор на покрајинским изборима у Војводини 2008, а његова листа „Заједно за бољу Суботицу“ је за длаку промашила изборни цензус за освајање места на локалним изборима 2008.
Бајич је предводио листу СББ-а за Суботицу (која је до тада постала град) на локалним изборима 2012. и вратио се у скупштину када је листа освојила два мандата. СББ је подржао локалну власт након избора, а Бајић је именован за помоћника председника скупштине. Такође се кандидовао за реизбор у скупштину Војводине на покрајинским изборима 2012. и поражен је у првом кругу гласања. Поново је предводио листу СББ-а за Суботицу на локалним изборима 2016. и поново је изабран када је листа освојила један мандат. За локалне изборе 2020, предводио је комбиновану листу СББ-а и групе „Буњевци за Суботицу“ и изабран је на још један мандат када је листа освојила два мандата. Он је и даље члан градске скупштине од 2021. године. У марту 2021. године поздравио је одлуку градске власти да призна буњевачки језик као четврти званични језик града.
СББ је такође учествовао на парламентарним изборима 2020. на листи За Краљевину Србију коју је предводио Покрет обнове Краљевине Србије (ПОКС), а Бајић се на листи појавио на тридесет првом месту. Листа је за длаку пропустила прелазак изборног цензуса.

## Представник буњевачке заједнице
Бајић је истакнути члан буњевачке заједнице у Србији и био је неколико мандата члан Буњевачког националног већа. Доследно је артикулисао став да су Буњевци посебан народ са посебном историјом и противио се напорима да се Буњевци класификују у оквиру хрватске заједнице у Србији. Године 2006, оштро је критиковао Петра Кунтића из Демократског савеза Хрвата у Војводини због његове изјаве да ће Буњевци ускоро престати да буду посебна заједница. Сличне критике је изнео и на адресу изјаве хрватског председника Зорана Милановића из 2021. године да су Буњевци Хрвати, описујући ту опаску као позив на „насилну асимилацију“, непримерену за вођу озбиљне европске државе. Бајић је често осуђивао наредбу Скупштине Војводине из 1945. године да се Буњевци сматрају Хрватима и позвао је модерну покрајинску скупштину да формално прогласи ту наредбу ништавном.
Бајић је поново изабран за Буњевачког националног савета на непосредним изборима 2014. и 2018. године.